# Ust´-Mosicha
Ust´-Mosicha (ros. Усть-Мосиха) – wieś (sieło) w Rosji, w Kraju Ałtajskim, w rejonie riebrichińskim. W 2010 liczyła 1231 mieszkańców.

## Urodzeni
- Iwan Donskich – radziecki wojskowy.